# Abessijnse boomhop
De Abessijnse boomhop (Rhinopomastus minor) is een vogel uit de familie Phoeniculidae (boomhoppen).

## Verspreiding en leefgebied
Deze soort komt voor in oostelijk Afrika en telt twee ondersoorten:
- R. m. minor: Ethiopië, Somalië en noordoostelijk Kenia.
- R. m. cabanisi: van zuidelijk Soedan, zuidwestelijk Ethiopië en noordelijk Kenia tot noordelijk Tanzania.

## Status
De grootte van de populatie is niet gekwantificeerd maar de soort wordt omschreven als plaatselijk algemeen en wijdverspreid. Op de Rode lijst van de IUCN heeft deze soort de status niet bedreigd.